# Stardust (sonda kosmiczna)

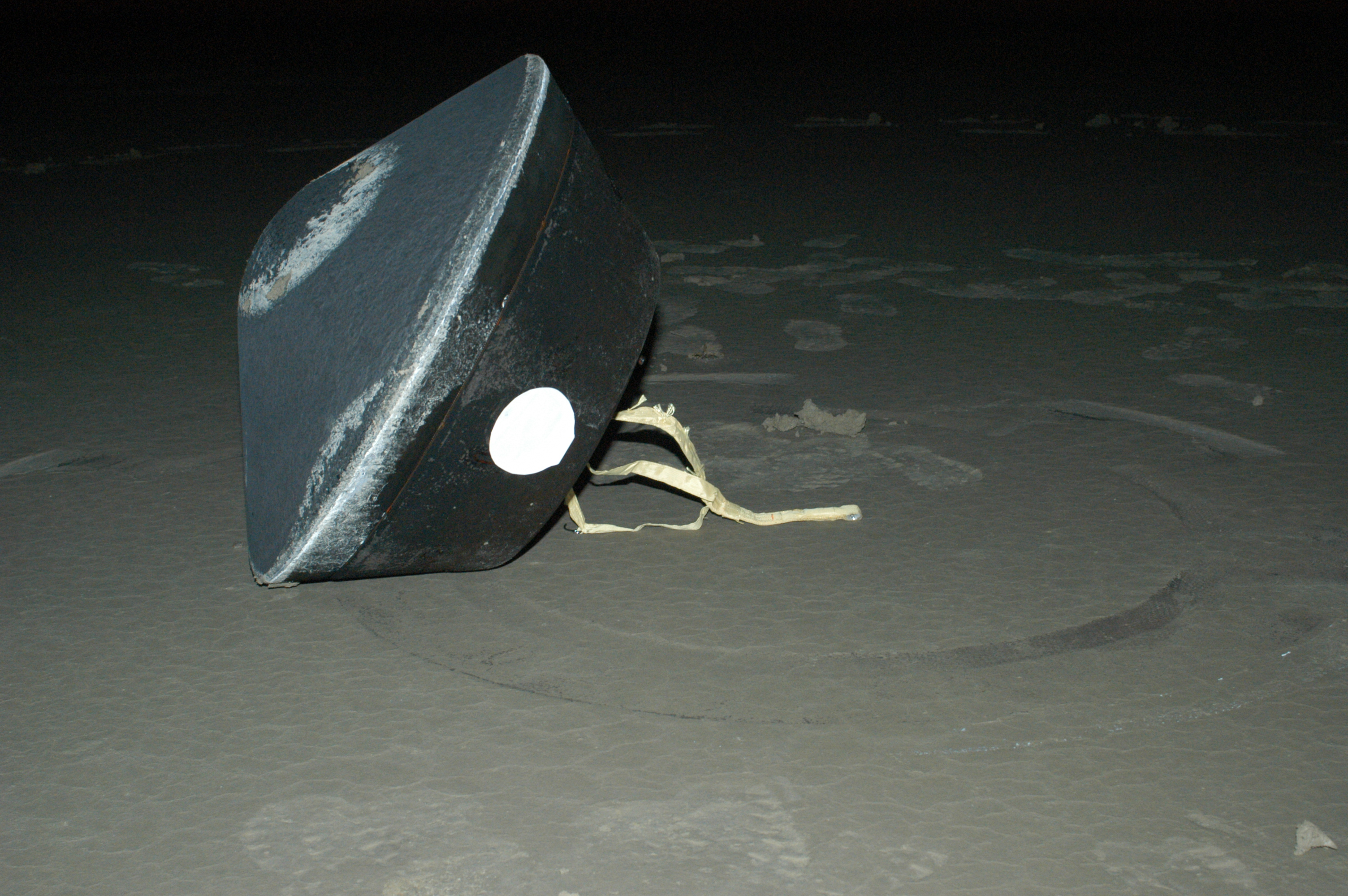
Kapsuła sondy Stardust po wylądowaniu

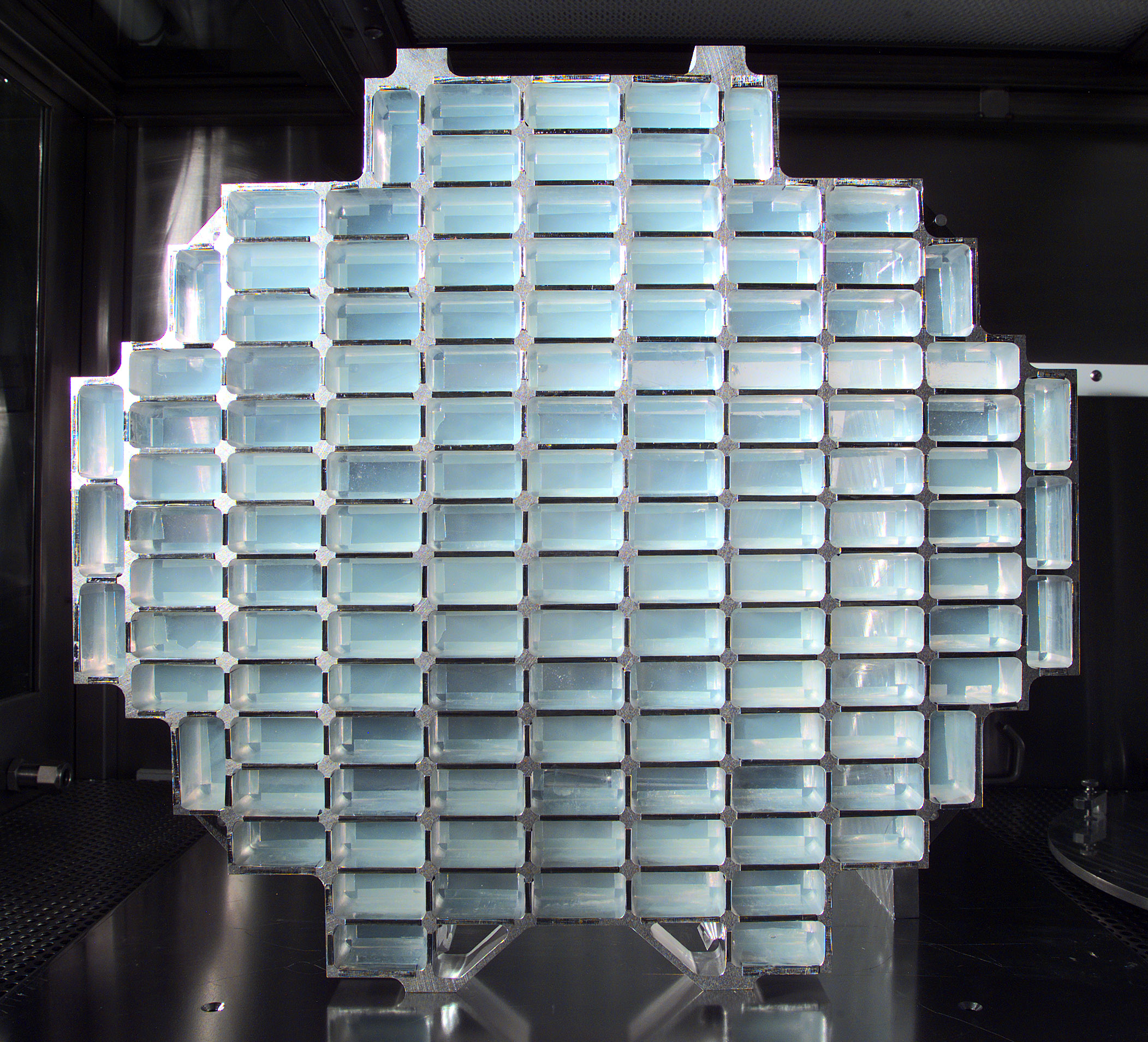
„Pułapka” do wychwytywania drobin pyłu, wypełniona aerożelem (NASA)

Stardust – amerykańska, bezzałogowa sonda kosmiczna, przeznaczona do badania komety 81P/Wild (Wild 2), realizowana w ramach programu Discovery. Została wystrzelona 7 lutego 1999 z przylądka Canaveral na Florydzie.
W drodze do głównego celu misji, 2 listopada 2002 roku sonda minęła planetoidę (5535) Annefrank, wykonując pierwsze bliskie zdjęcia tego obiektu. Spotkanie z kometą Wild 2 nastąpiło 2 stycznia 2004. Sonda minęła kometę w odległości zaledwie 236 km. Zbierała pył kometarny za pomocą specjalnej „łapaczki”, przypominającej kształtem rakietę tenisową. Cząstki kometarne uderzały z prędkością 6 kilometrów na sekundę w instrument o powierzchni zbierającej równej 0,1 m², podzielony na 130 części wypełnionych kostkami aerożelu o grubości 3 centymetrów. W sondzie wykorzystano aerożel krzemionkowy, tysiąckrotnie lżejszy od szkła, pusty w 99,8% oraz nieskazitelnie przezroczysty. Zderzając się z nim meteoroidy o rozmiarach rzędu mikrometrów szybko wyhamowywały. Wytracając energię, podgrzewały substancję do temperatury ponad 10 tysięcy stopni Celsjusza, doprowadzając do topnienia i zostawiając ślady długie na mniej więcej 200 mikrometrów. Dzięki temu można było złapać cząstki kometarne, a następnie odnaleźć je wykorzystując w tym celu mikroskop.

## Cel misji

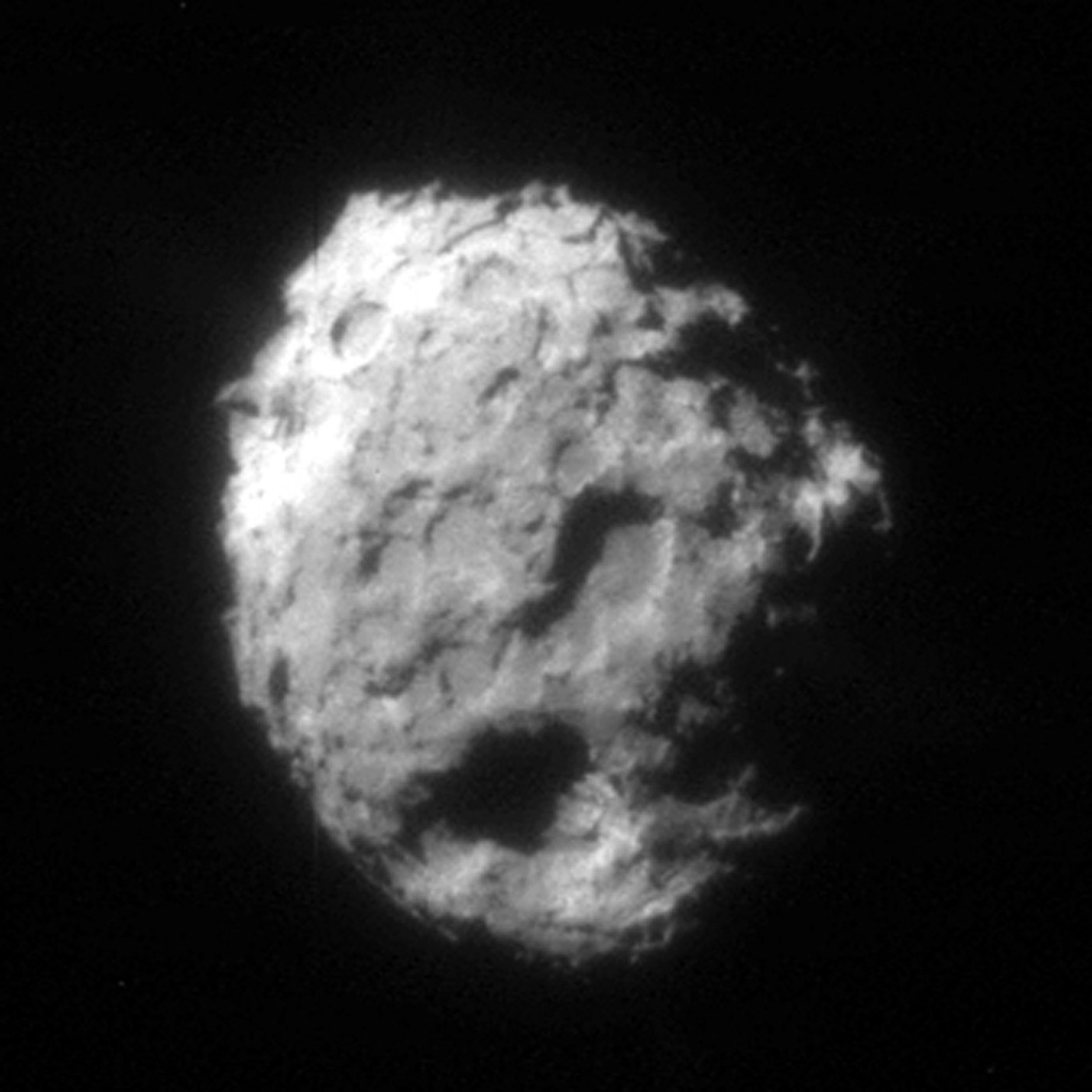
Kometa Wild 2 ma średnicę wynoszącą około 5 kilometrów

Kometa Wild 2 została wybrana nieprzypadkowo. Do roku 1974 poruszała się po peryferiach Układu Słonecznego. Okrążenie Słońca zajmowało komecie około 40 lat. Już wtedy wiadomo było, że kometa powstała w pasie Kuipera, daleko od Słońca. Oddziaływanie Jowisza pchnęło kometę ku Słońcu, na tor pomiędzy orbitami Marsa i Jowisza. Wild 2 obiega teraz Słońce w ciągu około 6,5 roku. Od momentu zmiany orbity do przelotu sondy, kometa zbliżyła się do Słońca tylko pięć razy. Były więc duże szanse, że budowa Wild 2 nie zmieniła się od czasów, gdy krążyła na rubieżach Układu Słonecznego. Dzięki tej misji pierwszy raz nauka zyskała szansę przeanalizowania składu obiektu spoza orbity Marsa.

## Pył kometarny
Stardust dogoniła swój cel niemal 400 mln km od Ziemi, daleko za orbitą Marsa. 15 stycznia 2006 kapsuła z próbkami pyłu z warkocza komety weszła w atmosferę ziemską z rekordową prędkością ponad 45 tys. km/godz. i wylądowała na spadochronie na terenie poligonu wojskowego Utah Test and Training Range zlokalizowanym na Wielkiej Pustyni Słonej w stanie Utah, w USA, cała podróż trwała więc około 7 lat. Po otwarciu kapsuły sondy okazało się, że złapała ona znacznie więcej drobinek pyłu, niż się tego spodziewali naukowcy. Szacuje się, że w pułapkę z aerożelem złapały się tysiące ziarenek. Ich liczba może przekroczyć nawet milion. Ziarno o wielkości 10 μm może zostać podzielone na setki części, próbki już zostały rozdysponowane między około 150 naukowców.
W skład pyłu komety Wild 2 wchodzi głównie magnez, jednak nie tylko. Stwierdzono również obecność minerałów kojarzonych z wysokimi temperaturami, podczas gdy komety powstają w tej części kosmosu, gdzie temperatury są ekstremalnie niskie. Na tej podstawie stwierdzono, że w skład przynajmniej niektórych komet może wchodzić materiał, który został wyrzucony w dalekie rubieże Układu Słonecznego, gdy Słońce było jeszcze młodą gwiazdą.
Oprócz pobrania pyłu z komety, Stardust zebrała także pył kosmiczny, który również zostanie poddany badaniom.

## Dalsze badania
W ramach misji przedłużonej nazwanej Stardust-NExT, 15 lutego 2011 ok. 04:40 UTC sonda przeleciała w odległości 178 km od jądra komety 9P/Tempel (Tempel 1), którą w 2005 roku odwiedził inny bezzałogowy próbnik, Deep Impact. Pozwoliło to naukowcom porównać wyniki pomiarów i obserwacji.
24 marca 2011 roku misja sondy z powodu wyczerpania się paliwa została zakończona.

## Kalendarium
- jesień 1995 – zaakceptowanie projektu przez NASA,
- 7 lutego 1999 – start sondy z przylądka Canaveral,
- 15 stycznia 2001 – asysta grawitacyjna w pobliżu Ziemi,
- 2 listopada 2002 – przelot obok planetoidy 5535 Annefrank,
- 2 stycznia 2004 – przelot obok komety Wild 2,
- 15 stycznia 2006 – przelot obok Ziemi i dostarczenie próbek,
- 14 lutego 2011 – przelot obok komety 9P/Temple w ramach misji Stardust-NExT,
- 24 marca 2011 – zakończenie misji z powodu braku paliwa[1].